# Liste der Marineminister von Frankreich
Einer der französischen Staatssekretäre des Ancien Régime war mit der Kontrolle der französischen Marine betraut (Secretaire d’État de la Marine). Im Jahr 1791 wurde dieser Titel in Ministre de la Marine geändert. Vor Januar 1893 war dieses Amt auch für die französischen Kolonien zuständig und wurde üblicherweise als Ministre de la Marine et des Colonies bezeichnet, eine Funktion, die danach vom Ministre de l'Outre-mer übernommen wurde. Im Jahr 1947 wurde das Marineministerium in das Verteidigungsministerium eingegliedert, mit Ausnahme der Handelsmarine, die 1929 in ein eigenes Ministère de la Marine marchande überführt worden war.

## Geschichte
Die beiden königlichen Flotten Frankreichs (die Flotte du Ponant und die Flotte du Levant) waren ab 1662 Colbert unterstellt, der zu dieser Zeit Intendant der Finanzen und Staatsminister war, aber nicht Staatssekretär – dies wurde er erst 1669, nachdem er sich in dieses Amt eingekauft hatte. Von da an und bis zur Französischen Revolution war ein Staatssekretär für die Flotte zuständig.
Der Staatssekretär war für die Verwaltung der Kriegsmarine (Marine Royale) und der zivilen Flotte (Handelsmarine) sowie für alle Häfen, Arsenale, Konsulate und Kolonien und für die Aufsicht über alle Handelsgesellschaften zuständig.
Zu seinen beiden ursprünglichen Büros (dem Bureau du Ponant und dem Bureau du Levant) kamen im Laufe der Zeit weitere Dienste hinzu:
- Archivabteilung, 1669;
- Büro der Ponant-Konsulate, 1709;
- Amt für die Kolonien, 1710;
- Amt für die Kriegsflotte (Bureau des classes, 1711, nach lat. „classis“ – Kriegsflotte)
- Abteilung für Karten und Pläne, 1720;
- Büro der Levante-Konsulate, 1738, das 1743 mit dem Büro der Ponant-Konsulate unter dem Namen Amt für Handel und Konsulate zusammengelegt wurde.

Diese verschiedenen Ämter und Abteilungen wurden 1786 von Marschall de Castries in vier Hauptabteilungen zusammengefasst.

## Liste der Amtsinhaber

### Verantwortliche für die Marine 1547–1588
| Sekretär                                    | Beginn             | Ende         |
| Côme Clausse, Seigneur de Marchaumont       | 14. September 1547 | 1558         |
| Florimond II. Robertet, Seigneur de Fresnes | 1558               | Oktober 1567 |
| Claude de L’Aubespine, Seigneur d’Hauterive | 1. April 1547      | 1567         |
| Jacques Bourdin, Seigneur de Villeines      | 1558               | 1567         |

### Marinestaatssekretäre 1588–1790
| Sekretär | Beginn             | Ende |
| Martin Ruzé, Seigneur de Beaulieu | 15. September 1588 | 6. November 1613                                                                                             |
| Antoine de Loménie, Seigneur de la Ville aux Clercs                                                                                    | 7. November 1613   | 10. August 1615 (er schied zu diesem Zeitpunkt aus dem Amt aus, behielt aber den Vorrang und die Funktionen) |
| Henri Auguste de Loménie, Seigneur de la Ville aux Clercs                                                                              | 13. Juli 1615      | Februar 1643                                                                                                 |
| Henri de Guénégaud, Marquis de Plancy                                                                                                  | 23. März 1643      | 1662 |
| Hugues de Lionne, Marquis de Fresne | 4. Februar 1662    | 1669 |
| Jean-Baptiste Colbert | 7. März 1669       | 6. September 1683                                                                                            |
| Jean-Baptiste Colbert, Marquis de Seignelay                                                                                            | September 1683     | 3. November 1690                                                                                             |
| Louis Phélypeaux, Comte de Pontchartrain                                                                                               | 7. November 1690   | 6. September 1699                                                                                            |
| Jérôme Phélypeaux, Comte de Pontchartrain                                                                                              | 6. September 1699  | 1. Oktober 1715                                                                                              |
| Louis-Alexandre de Bourbon, Comte de Toulouse (Admiral von Frankreich), und Victor-Marie d’Estrées (Président du Conseil de la Marine) | 1. Oktober 1715    | 24. September 1718                                                                                           |
| Joseph Jean Baptiste Fleuriau d'’Armenonville                                                                                          | 24. September 1718 | 28. Februar 1722                                                                                             |
| Charles-Jean-Baptiste Fleuriau de Morville                                                                                             | 28. Februar 1722   | 16. August 1723                                                                                              |
| Jean-Frédéric Phélypeaux, Comte de Maurepas                                                                                            | 16. August 1723    | 23. April 1749                                                                                               |
| Antoine Louis Rouillé, Comte de Jouy                                                                                                   | 30. April 1749     | 24. Juli 1754                                                                                                |
| Jean Baptiste de Machault d’Arnouville                                                                                                 | 24. Juli 1754      | 1. Februar 1757                                                                                              |
| François Marie Peyrenc de Moras | 1. Februar 1757    | 31. Mai 1758                                                                                                 |
| Claude Louis d’Espinchal, Marquis de Massiac                                                                                           | 31. Mai 1758       | 31. Oktober 1758                                                                                             |
| Nicolas René Berryer | 31. Oktober 1758   | 13. Oktober 1761                                                                                             |
| Étienne-François de Choiseul, Duc de Choiseul                                                                                          | 13. Oktober 1761   | 10. April 1766                                                                                               |
| César Gabriel de Choiseul, Duc de Praslin                                                                                              | 10. April 1766     | 24. Dezember 1770                                                                                            |
| Joseph Marie Terray | 24. Dezember 1770  | 9. April 1771                                                                                                |
| Pierre Étienne Bourgeois de Boynes | 9. April 1771      | 20. Juli 1774                                                                                                |
| Anne Robert Jacques Turgot | 20. Juli 1774      | 24. August 1774                                                                                              |
| Antoine de Sartine | 24. August 1774    | 13. Oktober 1780                                                                                             |
| Charles Eugène Gabriel de La Croix, Marquis de Castries                                                                                | 13. Oktober 1780   | 24. August 1787                                                                                              |
| Armand Marc de Montmorin Saint-Hérem                                                                                                   | 25. August 1787    | 24. Dezember 1787                                                                                            |
| César Henri, Comte de La Luzerne | 24. Dezember 1787  | 13. Juli 1789                                                                                                |
| Arnaud II. de La Porte | 13. Juli 1789      | 16. Juli 1789                                                                                                |
| César Henri, Comte de La Luzerne | 16. Juli 1789      | 26. Oktober 1790                                                                                             |

### Marine- und Kolonialminister 1790–1893
| Minister                                            | Beginn             | Ende               |
| Charles Pierre Claret de Fleuriau                   | 26. Oktober 1790   | 17. Mai 1791       |
| Antoine Jean-Marie Thévenard                        | 17. Mai 1791       | 18. September 1791 |
| Claude Antoine de Valdec de Lessart                 | 18. September 1791 | 7. Oktober 1791    |
| Antoine-François Bertrand de Molleville             | 7. Oktober 1791    | 16. März 1792      |
| Jean de Lacoste                                     | 16. März 1792      | 21. Juli 1792      |
| François Joseph de Gratet, Vicomte Dubouchage       | 21. Juli 1792      | 10. August 1792    |
| Gaspard Monge                                       | 10. August 1792    | 10. April 1793     |
| Jean Dalbarade (Kommissar ab 20. April 1794)        | 10. April 1793     | 2. Juli 1795       |
| Jean-Claude Redon de Beaupréau (Kommissar)          | 2. Juli 1795       | 4. November 1795   |
| Laurent Truguet                                     | 4. November 1795   | 15. Juli 1797      |
| Georges-René Pléville Le Pelley                     | 15. Juli 1797      | 27. April 1798     |
| Étienne Eustache Bruix                              | 27. April 1798     | 4. März 1799       |
| Charles-Maurice de Talleyrand-Périgord              | 7. März 1799       | 2. Juli 1799       |
| Marc Antoine Bourdon de Vatry                       | 2. Juli 1799       | 22. November 1799  |
| Pierre-Alexandre-Laurent Forfait                    | 22. November 1799  | 3. Oktober 1801    |
| Denis Decrès                                        | 3. Oktober 1801    | 1. April 1814      |
| Pierre-Victor Malouet                               | 3. April 1814      | 7. September 1814  |
| Jacques Claude Beugnot                              | 7. September 1814  | 20. März 1815      |
| Denis Decrès, Duc Decrès                            | 20. März 1815      | 7. Juli 1815       |
| François Arnail, Comte de Jaucourt                  | 9. Juli 1815       | 26. September 1815 |
| François Joseph de Gratet, Vicomte Dubouchage       | 26. September 1815 | 23. Juni 1817      |
| Laurent, Marquis de Gouvion Saint-Cyr               | 23. Juni 1817      | 12. September 1817 |
| Louis Mathieu, Comte Molé                           | 12. September 1817 | 29. Dezember 1818  |
| Pierre Barthélemy Portal d’Albarède                 | 29. Dezember 1818  | 14. Dezember 1821  |
| Aimé de Clermont-Tonnerre, Duc de Clermont-Tonnerre | 14. Dezember 1821  | 4. August 1824     |
| Christophe de Chabrol de Crouzol                    | 4. August 1824     | 3. März 1828       |
| Jean-Guillaume Hyde, Baron Hyde de Neuville         | 3. März 1828       | 8. August 1829     |
| Henri Gauthier, Comte de Rigny                      | 8. August 1829     | 23. August 1829    |
| Charles Lemercier de Longpré, baron d'Haussez       | 23. August 1829    | 31. Juli 1830      |
| Henri Gauthier, Comte de Rigny                      | 31. Juli 1830      | 11. August 1830    |
| Horace François Bastien, Baron Sébastiani           | 11. August 1830    | 17. November 1830  |
| Antoine, Comte d'Argout                             | 17. November 1830  | 13. März 1831      |
| Henri Gauthier, Comte de Rigny                      | 13. März 1831      | 4. April 1834      |
| Albin Roussin                                       | 4. April 1834      | 19. Mai 1834       |
| Louis Léon Jacob                                    | 19. Mai 1834       | 10. November 1834  |
| Charles Dupin                                       | 10. November 1834  | 18. November 1834  |
| Victor Guy Duperré                                  | 18. November 1834  | 6. September 1836  |
| Claude du Campe de Rosamel                          | 6. September 1836  | 31. März 1839      |
| Jean Tupinier                                       | 31. März 1839      | 12. Mai 1839       |
| Victor Guy Duperré                                  | 12. Mai 1839       | 1. März 1840       |
| Albin Roussin                                       | 1. März 1840       | 29. Oktober 1840   |
| Victor Guy Duperré                                  | 29. Oktober 1840   | 7. Februar 1843    |
| Albin Roussin                                       | 7. Februar 1843    | 24. Juli 1843      |
| Ange René Armand de Mackau                          | 24. Juli 1843      | 9. Mai 1847        |
| Louis Napoléon Lannes, Duc de Montebello            | 9. Mai 1847        | 24. Februar 1848   |
| François Arago                                      | 24. Februar 1848   | 11. Mai 1848       |
| Joseph Grégoire Cazy                                | 11. Mai 1848       | 28. Juni 1848      |
| Jules Bastide                                       | 28. Juni 1848      | 17. Juli 1848      |
| Raymond-Jean-Baptiste de Verninac Saint-Maur        | 17. Juli 1848      | 20. Dezember 1848  |
| Victor Destutt de Tracy                             | 20. Dezember 1848  | 31. Oktober 1849   |
| Joseph Romain-Desfossés                             | 31. Oktober 1849   | 9. Januar 1851     |
| Théodore Ducos                                      | 9. Januar 1851     | 24. Januar 1851    |
| Auguste-Nicolas Vaillant                            | 24. Januar 1851    | 10. April 1851     |
| Prosper de Chasseloup-Laubat                        | 10. April 1851     | 26. Oktober 1851   |
| Hippolyte Fortoul                                   | 26. Oktober 1851   | 3. Dezember 1851   |
| Théodore Ducos                                      | 3. Dezember 1851   | 17. April 1855     |
| Ferdinand Alphonse Hamelin                          | 19. April 1855     | 24. November 1860  |
| Prosper de Chasseloup-Laubat                        | 24. November 1860  | 20. Januar 1867    |
| Charles Rigault de Genouilly                        | 20. Januar 1867    | 4. September 1870  |
| Martin Fourichon                                    | 4. September 1870  | 19. Februar 1871   |
| Louis Pierre Alexis Pothuau                         | 19. Februar 1871   | 25. Mai 1873       |
| Charles Dompierre d’Hormoy                          | 25. Mai 1873       | 22. Mai 1874       |
| Louis Raymond de Montaignac de Chauvance            | 22. Mai 1874       | 9. März 1876       |
| Martin Fourichon                                    | 9. März 1876       | 17. Mai 1877       |
| Albert Auguste Gicquel des Touches                  | 17. Mai 1877       | 23. November 1877  |
| Albert Roussin                                      | 23. November 1877  | 13. Dezember 1877  |
| Louis Pierre Alexis Pothuau                         | 13. Dezember 1877  | 4. Februar 1879    |
| Jean Bernard Jauréguiberry                          | 4. Februar 1879    | 29. Januar 1880    |
| Georges Cloué                                       | 29. Januar 1880    | 14. November 1881  |
| Auguste Gougeard (nur Marine)                       | 14. November 1881  | 30. Januar 1882    |
| Jean Bernard Jauréguiberry                          | 30. Januar 1882    | 29. Januar 1883    |
| François de Mahy                                    | 31. Januar 1883    | 31. Februar 1883   |
| Charles Brun                                        | 31. Februar 1883   | 9. August 1883     |
| Alexandre Peyron                                    | 9. August 1883     | 6. April 1885      |
| Charles-Eugène Galiber                              | 6. April 1885      | 7. Januar 1886     |
| Hyacinthe Aube                                      | 7. Januar 1886     | 30. Mai 1887       |
| Édouard Barbey                                      | 30. Mai 1887       | 12. Dezember 1887  |
| François de Mahy                                    | 12. Dezember 1887  | 5. Januar 1888     |
| Jules François Émile Krantz                         | 5. Januar 1888     | 22. Februar 1889   |
| Benjamin Jaurès                                     | 22. Februar 1889   | 13. März 1889      |
| Jules François Émile Krantz (nur Marine)            | 19. März 1889      | 10. November 1889  |
| Édouard Barbey (nur Marine)                         | 10. November 1889  | 27. Februar 1892   |
| Godefroy Cavaignac (nur Marine bis 8. März 1892)    | 27. Februar 1892   | 8. März 1892       |
| Auguste Burdeau                                     | 8. März 1892       | 11. Januar 1893    |

### Marineminister 1893–1947
| Minister                                                             | Beginn             | Ende               |
| Henri Rieunier                                                       | 12. Januar 1893    | 3. Dezember 1893   |
| Auguste Alfred Lefèvre                                               | 3. Dezember 1893   | 30. Mai 1894       |
| Félix Faure                                                          | 30. Mai 1894       | 17. Januar 1895    |
| Gustave Besnard                                                      | 17. Januar 1895    | 1. November 1895   |
| Édouard Lockroy                                                      | 1. November 1895   | 29. April 1896     |
| Gustave Besnard                                                      | 29. April 1896     | 28. Juni 1898      |
| Édouard Lockroy                                                      | 28. Juni 1898      | 22. Juni 1899      |
| Jean-Marie de Lanessan                                               | 22. Juni 1899      | 7. Juni 1902       |
| Camille Pelletan                                                     | 7. Juni 1902       | 24. Januar 1905    |
| Gaston Thomson                                                       | 24. Januar 1905    | 22. Oktober 1908   |
| Alfred Picard                                                        | 22. Oktober 1908   | 24. Juli 1909      |
| Augustin Boué de Lapeyrère                                           | 24. Juli 1909      | 2. März 1911       |
| Théophile Delcassé                                                   | 2. März 1911       | 21. Januar 1913    |
| Pierre Baudin                                                        | 21. Januar 1913    | 9. Dezember 1913   |
| Ernest Monis                                                         | 9. Dezember 1913   | 20. März 1914      |
| Armand Gauthier                                                      | 20. März 1914      | 9. Juni 1914       |
| Émile Chautemps                                                      | 9. Juni 1914       | 13. Juni 1914      |
| Armand Gauthier                                                      | 13. Juni 1914      | 3. August 1914     |
| Victor Augagneur                                                     | 3. August 1914     | 29. Oktober 1915   |
| Lucien Lacaze                                                        | 29. Oktober 1915   | 2. August 1917     |
| Charles Chaumet                                                      | 2. August 1917     | 16. November 1917  |
| Georges Leygues                                                      | 16. November 1917  | 20. Januar 1920    |
| Adolphe Landry                                                       | 20. Januar 1920    | 16. Januar 1921    |
| Gabriel Guist'hau                                                    | 16. Januar 1921    | 15. Januar 1922    |
| Flaminius Raiberti                                                   | 15. Januar 1922    | 29. März 1924      |
| Maurice Bokanowski                                                   | 29. März 1924      | 9. Juni 1924       |
| Désiré Ferry                                                         | 9. Juni 1924       | 14. Juni 1924      |
| Jacques-Louis Dumesnil                                               | 14. Juni 1924      | 17. April 1925     |
| Émile Borel                                                          | 17. April 1925     | 28. November 1925  |
| Georges Leygues                                                      | 28. November 1925  | 19. Juli 1926      |
| René Renoult                                                         | 19. Juli 1926      | 23. Juli 1926      |
| Georges Leygues                                                      | 23. Juli 1926      | 21. Februar 1930   |
| Albert Sarraut                                                       | 21. Februar 1930   | 2. März 1930       |
| Jacques-Louis Dumesnil                                               | 2. März 1930       | 13. Dezember 1930  |
| Albert Sarraut                                                       | 13. Dezember 1930  | 27. Januar 1931    |
| Charles Dumont                                                       | 27. Januar 1931    | 20. Februar 1932   |
| Georges Leygues                                                      | 3. Juni 1932       | 2. September 1933  |
| Albert Sarraut                                                       | 6. September 1933  | 30. Januar 1934    |
| Louis de Chappedelaine                                               | 30. Januar 1934    | 9. Februar 1934    |
| François Piétri                                                      | 9. Februar 1934    | 1. Juni 1936       |
| Alphonse Gasnier-Duparc                                              | 1. Juni 1936       | 22. Juni 1937      |
| César Campinchi                                                      | 22. Juni 1937      | 18. Januar 1938    |
| William Bertrand                                                     | 18. Januar 1938    | 13. März 1938      |
| César Campinchi                                                      | 13. März 1938      | 16. Juni 1940      |
| François Darlan                                                      | 16. Juni 1940      | 18. April 1942     |
| Émile Muselier (Marinekommissar für das Freie Frankreich)            | 24. September 1941 | 4. März 1942       |
| Philippe Auboyneau (Marinekommissar für das Freie Frankreich)        | 4. März 1942       | 7. Juni 1943       |
| Gabriel Auphan                                                       | 18. April 1942     | 18. November 1942  |
| Jean-Marie Charles Abrial                                            | 18. November 1942  | 26. März 1943      |
| Henri Bléhaut                                                        | 26. März 1943      | 19. August 1944    |
| Louis Jacquinot (Marinekommissar für das Freie Frankreich)           | 9. November 1943   | 10. September 1944 |
| Louis Jacquinot (Provisorische Regierung der Französischen Republik) | 10. September 1944 | 21. November 1945  |
| Louis Jacquinot                                                      | 22. Januar 1947    | 22. Oktober 1947   |